# Peniculus elongatus
Peniculus elongatus is een eenoogkreeftjessoort uit de familie van de Pennellidae. De wetenschappelijke naam van de soort is voor het eerst geldig gepubliceerd in 1986 door Boxshall.